# 東條會館
東條會館（とうじょうかいかん、ONE FOUR TWO by Tojo）は、東京都千代田区麹町にある写真館を主とするビル、並びに同ビルに本社を置く写真館運営企業。写真師の東條卯作によって、1912年に創業。

## 事業内容
大正天皇の大葬や昭和天皇の即位の公式写真、エリザベス2世とエディンバラ公爵フィリップの夫妻、駐日アメリカ合衆国大使のエドウィン・O・ライシャワー、歴代日本国内閣総理大臣など政治家や王族の肖像写真を手掛ける。
一般向けにも写真事業を展開しており、七五三や成人式の写真や着物の写真を撮影するサービスを行っている。
他に不動産事業では東條会館のビルの下層階部分をテナントとして貸し出している。かつて江東区のテレコムセンターにあった東京都域ローカルテレビ局の東京メトロポリタンテレビジョン（TOKYO MX）本社・スタジオが2006年から同ビル下層階に「半蔵門メディアセンター」と称して入居している。
写真事業と不動産事業以外には「メゾン・ド・ボーテ」という美容サロン事業を同ビルにて営業。ヘアメイクや着付けのサービスをしている。

## アクセス
- 東京メトロ半蔵門線「半蔵門」駅（出口3a）より徒歩3分
- 東京メトロ有楽町線「麹町」駅（出口3）より徒歩8分